# Delta Virginis
Delta Virginis (Auva, Al Awwa, Minelauva, 43 Virginis) é uma estrela na direção da constelação de Virgo. Possui uma ascensão reta de 12h 55m 36.48s e uma declinação de +03° 23′ 51.4″. Sua magnitude aparente é igual a 3.39. Considerando sua distância de 202 anos-luz em relação à Terra, sua magnitude absoluta é igual a −0.57. Pertence à classe espectral M3III.